# ANI (formato di file)
Un file con estensione ANI è un file di tipo grafico definito dalla Microsoft per la creazione di icone animate e cursori per il sistema operativo Windows.
Il formato è basato su un altro formato di file, il RIFF, anch'esso della Microsoft, utilizzabile come "contenitore di formati" per un certo numero di icone o cursori conformi al formato ICO.

## Contenuto
I cursori animati contengono le seguenti informazioni (in ordine di posizione nel file):
- Name: nome del cursore (opzionale)
- Artist: nome del creatore del cursore (opzionale)
- Default Frame Rate: durata di default dei frame. Richiesto anche nel caso in cui il frame sia unico
- Sequence Information: si guardi il paragrafo Sequence Information più in basso
- Hotspot: giacché il cursore ha dimensioni 32x32, è necessario definire un hotspot, come (16,16) (il centro dell'immagine)
- Frame(s): almeno un frame, in formato ICO
- Individual Frame Rates: frame rate per ogni icona (opzionale)

Il frame rate è misurato in jiffies; un jiffy equivale a 1/60 di secondo (16.666 ms).

### Sequence Information
Impostando correttamente le informazioni nel campo Sequence information (informazioni sulla sequenza) è possibile permettere ai frames di essere ripetuti più volte e in ordine differente da come salvato nel file.

## Problemi di vulnerabilità del Sistema Operativo
È stato riscontrato un problema di vulnerabilità legato alla gestione dei cursori animati nei sistemi Windows. I sistemi potenzialmente attaccabili sono Windows 2000, Windows XP, Windows Server 2003 e Windows Vista